# Kolejka priorytetowa
Kolejka priorytetowa (ang. priority queue) – abstrakcyjny typ danych służący do reprezentowania zbioru elementów, z których każdy ma przyporządkowaną wartość zwaną kluczem.

## Zastosowania
Kolejka priorytetowa jest abstrakcyjnym typem danych. Istnieją różne implementacje tej idei, różniące się czasem działania, kosztem i innymi cechami.
- Listy[2]
- Tablice[2]
- Kopce i sterty[1]
- Drzewa[1]

## Operacje

### Kolejki typumax
Na kolejkach tego typu można wykonywać następujące operacje (niech S oznacza zbiór):
| Nazwa                 | Opis |
| --------------------- | --- |
| insert(S, x)          | Wstawianie nowego elementu x do zbioru. Matematycznie: {\displaystyle S:=S\cup {\{x\}}}                                    |
| maximum(S)            | Zwrócenie elementu o największym kluczu.                                                                                   |
| extract_max(S)        | Zwrócenie elementu o największym kluczu z jednoczesnym usunięciem go ze zbioru.                                            |
| increase_key(S, x, k) | Zwiększa wartość klucza elementu x na nową wartość k przy założeniu, że jest on nie mniejszy, niż aktualna wartość klucza. |

Kolejki priorytetowe typu max są używane m.in. do szeregowania procesów w jądrach systemów operacyjnych.

### Kolejki typumin
Na kolejkach tego typu można wykonywać następujące operacje (niech S oznacza zbiór):
| Nazwa                 | Opis |
| --------------------- | --- |
| insert(S, x)          | Wstawianie nowego elementu x do zbioru. Matematycznie: {\displaystyle S:=S\cup {\{x\}}}                                   |
| minimum(S)            | Zwrócenie elementu o najmniejszym kluczu.                                                                                 |
| extract_min(S)        | Zwrócenie elementu o najmniejszym kluczu z jednoczesnym usunięciem go ze zbioru.                                          |
| decrease_key(S, x, k) | Zmienia wartość klucza elementu x na nową wartość k przy założeniu, że jest ona nie większa, niż aktualna wartość klucza. |

Kolejki priorytetowe tego typu są używane m.in. w symulatorach zdarzeń.
Przy założeniu, że dane są b-bitowymi liczbami całkowitymi, a pamięć komputera składa się z adresowalnych słów b-bitowych, można zaimplementować operację minimum działającą w czasie stałym, a operacje insert oraz extract-min w działające w czasie {\displaystyle \mathrm {O} ({\sqrt {\log _{2}{n}}})}. Przy założeniu, że pamięć jest nieograniczona (lub przy założeniu pamięci liniowej przy użyciu randomizowanego haszowania) można uzyskać oszacowanie {\displaystyle \mathrm {O} (\log _{2}{\log _{2}{n}})}.